# Dél-afrikai Köztársaság (1961–1994)
A monarchiával és a Nemzetközösséggel való szakítás után Dél-Afrikának a faji elkülönítés visszásságaival és a nemzetközi elszigeteltséggel is szembe kellett néznie.

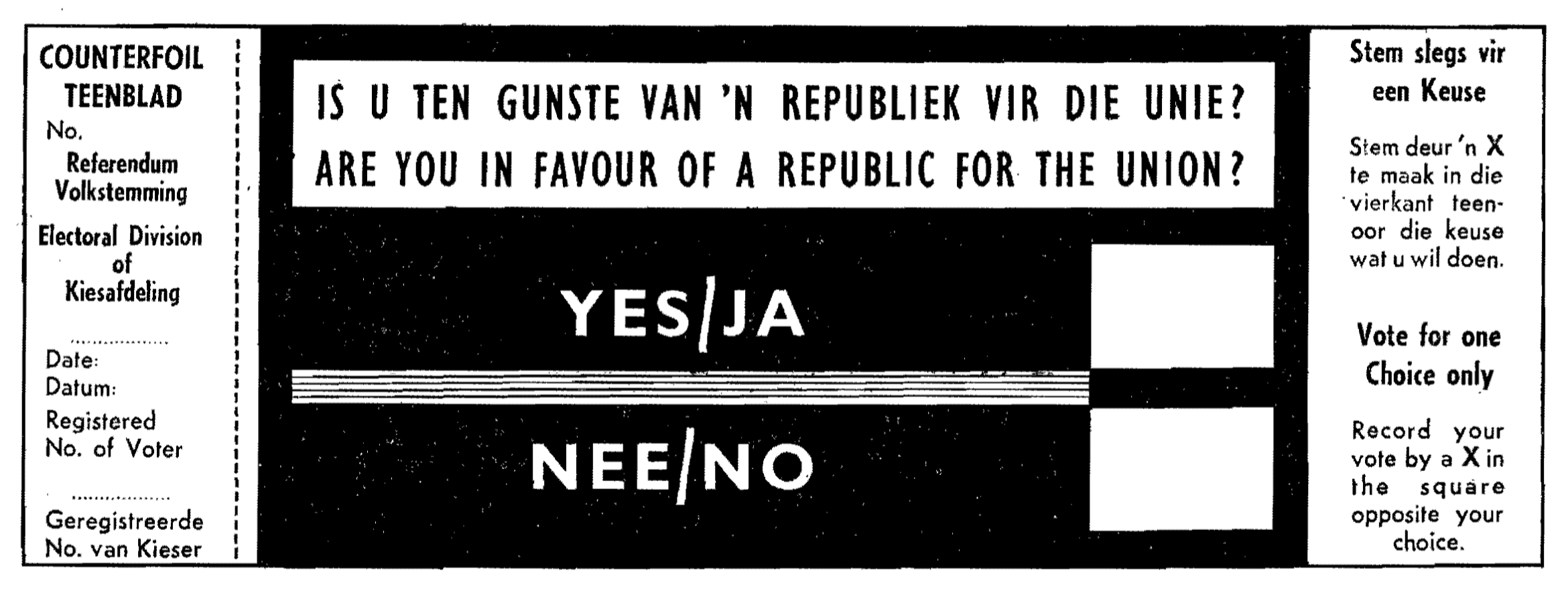
Szavazólap 1960-ból

Az apartheid 46 éve alatt – melynek kiépítését már az Unió ideje alatt megkezdték – fokozatosan nőtt a külső és a belső nyomás, mely a polgárháború szélére sodorta az országot. Ennek eredményeképpen a nemzeti kormány végül tárgyalásokat kezdeményezett az ország nem fehérbőrű értelmiségi rétegével egy új alkotmány kidolgozására.

## Történelem
A köztársaság megalakulása után Hendrik Verwoerd és kormánya nekilátott a faji elkülönítés fokozásának, melynek erős talajt biztosítottak a rasszok közötti vegyesházasságot tiltó és a népregisztrációs törvények – utóbbi az állampolgárokat hivatott rasszi (fehér, fekete, színesbőrű és ázsiai) alapon osztályozni. Ezeket a törvényeket egyébként még az unió idejében hozták. Megkezdődött a fehér és nem-fehér kerületek kialakítása a nagyobb városokban, majd bevezették a nem-fehérek útlevél-kötelezettségét. Ez azt jelentette, hogy azon az állampolgároknak, akik nem az europid rasszba tartoztak, övezetátlépési engedélyt kellett magukkal hordaniuk, ha elhagyták a lakóterületüket – amennyiben ezt nem tették meg, jobb esetben bíróság elé kerültek, de előfordult olyan is, hogy a szabályszegőt rendőrök verték halálra. 1960. október 5-én a fehér lakosság részvételével népszavazást tartottak a köztársaság bevezetéséről, a monarchia eltörléséről, ennek során 52,29% a köztársaságra, 47,71% pedig a monarchia fennmaradására szavazott. A népszavazás eredményeként II. Erzsébet elveszítette dél-afrikai királynői pozícióját, a Dél-afrikai Unió helyett megalakult a Dél-afrikai Köztársaság.

### Abantusztánokpolitikája

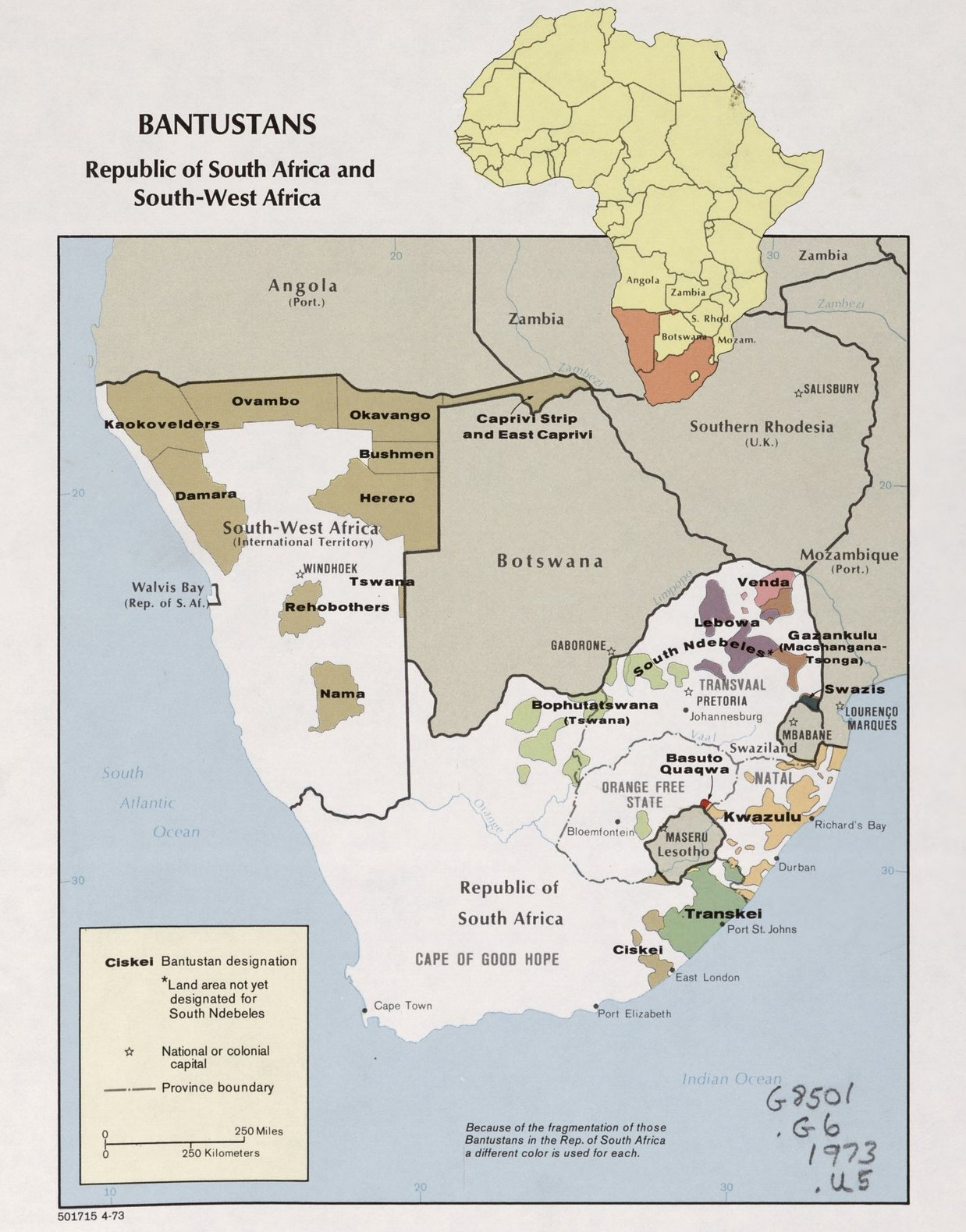
A dél- és délnyugat-afrikai bantusztánok

1963-ban a kormány úgy döntött, hogy a bennszülött népességtől úgy volna a legegyszerűbb megszabadulni, ha rezervátumokat hoznának létre számukra. Ezeket a területeket bantu homelandeknek vagy bantusztánoknak hívták. A legelső ilyen bantusztán Transkei volt, ezen kívül Dél-Afrikában még 9, Délnyugat-Afrikában pedig még 10 bantusztánt hoztak létre a különböző bennszülött népcsoportoknak. Négy homeland teljes függetlenséget kapott Dél-Afrikától: Transkei 1976-ban, Boputhatswana 1977-ben, Venda 1979-ben, Ciskei pedig 1981-ben nyerte el függetlenségét, azonban a dél-afrikai kormányon kívül egyik ország sem ismerte el ezen országok legitimitását.

### Nelson Mandelaés az Afrikai Nemzeti Kongresszus

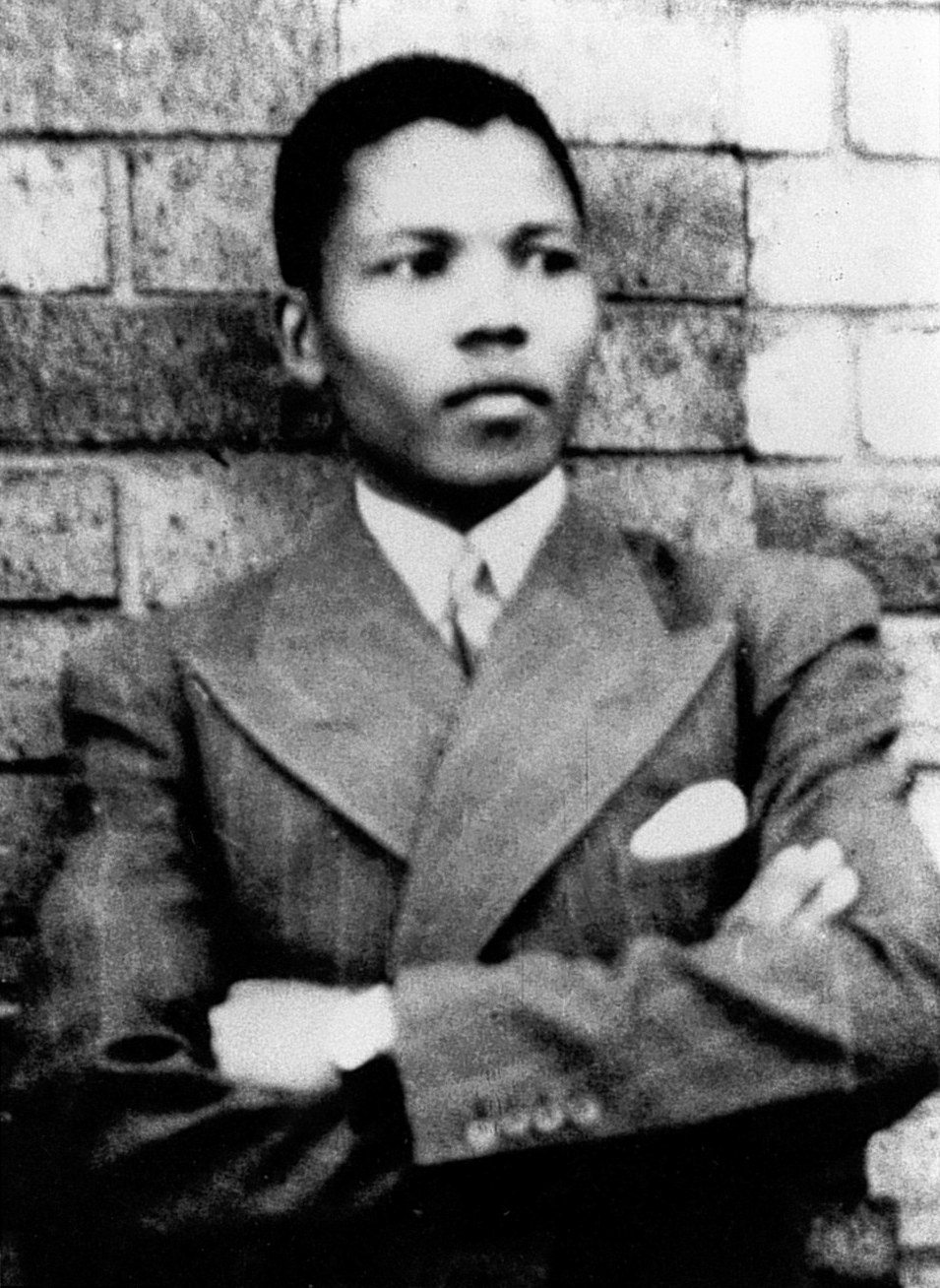
Mandela fiatalon

Az Unió utolsó évében az útlevélkötelezettség ellen az ANC Sharpeville-ben szervezett tüntetést. A rendőrség a tüntetőkre lőtt, 69-en meghaltak, 22 ezer embert letartóztattak, köztük Nelson Mandelát, az ANC vezetőjét is. A vérengzés híre bejárta a világsajtót, az ENSZ pedig nyilatkozatot adott ki, melyben az apartheid eltörlésére szólította fel a kabinetet. Verwoerd a fehér uralom fenntartása mellett döntött, az ANC-t pedig betiltotta. A bantusztánok felállításának megkezdésekor Mandela úgy gondolta, hogy az elnyomás ellen harcolni kell: megalapította az Umkhonto we Sizwe katonai szervezetet. 1962-ben beutazta Afrikát, hogy adományokat gyűjtsön a küzdelemhez, de hazatérésekor letartóztatták, mivel útlevél nélkül hagyta el az országot. Társaival együtt bíróság elé állították, és életfogytig tartó börtönre ítélték a Robben-szigeti fegyházba. Távollétében felesége, Winnie irányította az ANC-t. A kormányra nehezedő, egyre növekvő nyomás hatására 1990-ben F.W. de Klerk szabadon engedte Mandelát.

### Konfliktusok és katonai intervenciók
Dél-Afrika az apartheid alatt több ország szuverenitását is megsértette, köztük Angoláét, Zambiáét, Botswanaét és Mozambikét, de a Rodéziai bozótháborúba is beleavatkozott a fehér kormányzat oldalán.

#### A határháború
Dél-Afrika 1975-ben beavatkozott az angolai polgárháborúba. Az ENSZ az apartheid miatt megszüntette az ország mandátumát Délnyugat-Afrikára, mely helyett immár Namíbiát ismerte el. A kormány tudomására jutott, hogy a namíbiaiak angolai bázisokat használnak a Dél-Afrikával való küzdelemhez, így a területet, amelyen vélhetően a bázisok voltak, megszállta az SADF (South African Defence Force).

#### Nemzetközi bojkott
Az apartheid létjogosultsága egyre kérdésesebbé vált, és az ENSZ több ország bojkottálni kezdte az üzletet a dél-afrikai kormánnyal annak faji politikája miatt. Ezeket az intézkedéseket később kiterjesztették a nemzetközi szankciókra és a külföldi befektetők részesedéseinek eladására. Így Dél-Afrikát gyakorlatilag teljesen elvágták a külkereskedelemtől.

#### A gaborone-i rajtaütés, a Skerwe- és a Beanbag-hadműveletek
Dél-Afrika mindhárom esetben az ANC katonai szárnya, az Umkhonto we Sizwe külföldi csapatai ellen indított támadást, mindhárom esetben törvénytelenül, megsértve Mozambik és Botswana szuverenitását.
A gaborone-i rajtaütésnek 12, a Skerwe-hadműveletnek 83, a Beanbag-hadműveletnek pedig 32 halálos áldozata volt összesen (tehát a dél-afrikai, a civil és az ANC-áldozatokat is számolva).

### Az apartheid felszámolása
Az 1989-es választásokat szintén a Nemzeti Párt nyerte meg, azonban  egy liberálisabb felfogású jelöltet indított: Frederik Willem de Klerket. De Klerk reformokat sürgetett, 1990-ben Nelson Mandelát szabadon engedte, az SADF erőit pedig kivonta Namíbiából. 1991. júniusára az apartheid-törvényeket hatályon kívülre helyezték. 1992. március 17-én megtartották az apartheid-népszavazást, melyen a fehér választópolgárokat arról kérdezték, hogy folytassa-e a kormány a reformfolyamatot. A szavazók többsége (68,73%) igennel válaszolt. A népszavazás felhatalmazta de Klerket arra, hogy még két évig Dél-Afrika államelnöke maradjon, és hogy megtárgyalják az ellenzékkel az új alkotmány pontjait. Az 1994. április 26-i választásokig de Klerk és kormánya az összes bantusztánt felszámolta és reintegrálta Dél-Afrikába. A választást az ANC és a Nemzeti Párt koalíciója nyerte meg a szavazatok 62,65%-ával. A fehér uralom formálisan 1994. május 10-ig tartott, amikor Mandela letette az elnöki esküt.

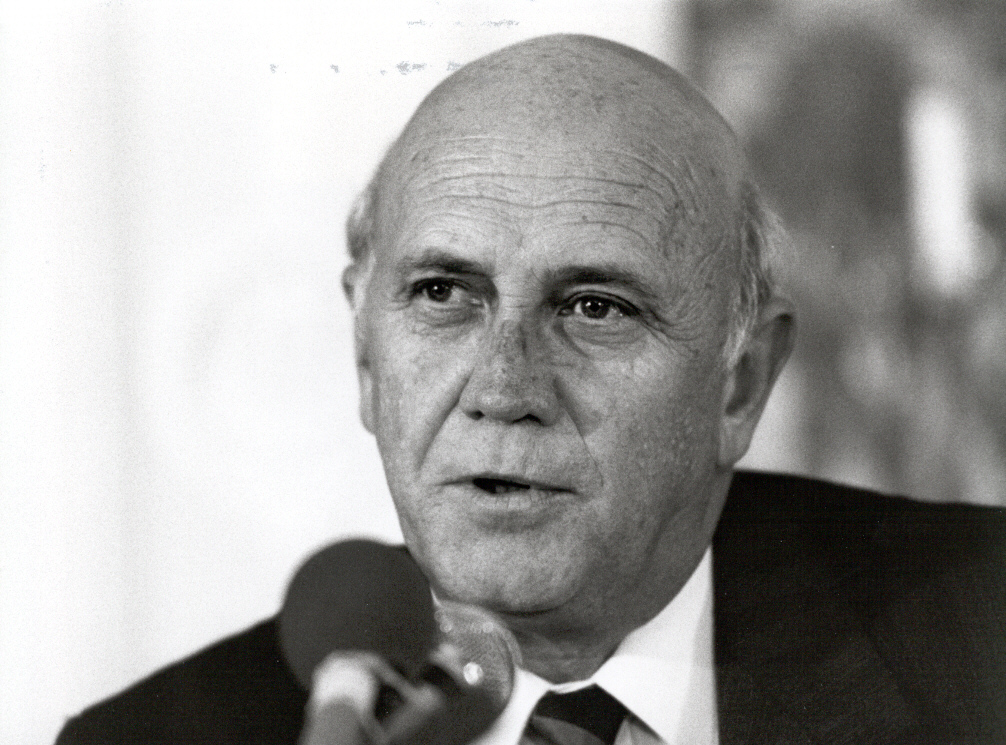
de Klerk 1990-ben Svájcban